# Olesicampe annulata
Olesicampe annulata är en stekelart som först beskrevs av Léon Abel Provancher 1879.  Olesicampe annulata ingår i släktet Olesicampe och familjen brokparasitsteklar. Inga underarter finns listade i Catalogue of Life.